# Vereinigte Schweizerbahnen

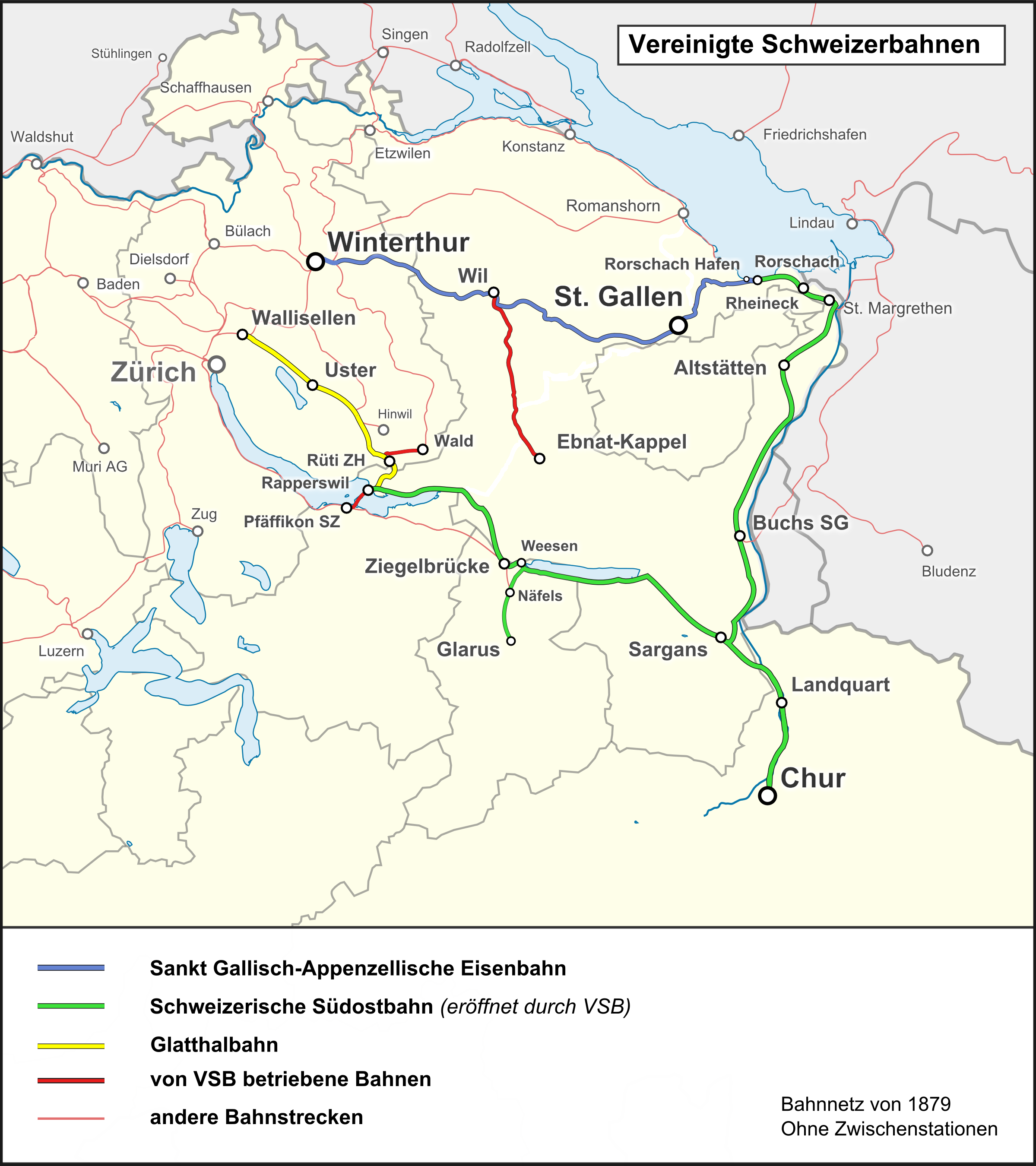
Netwerk van de Vereinigte Schweizerbahnen in 1879

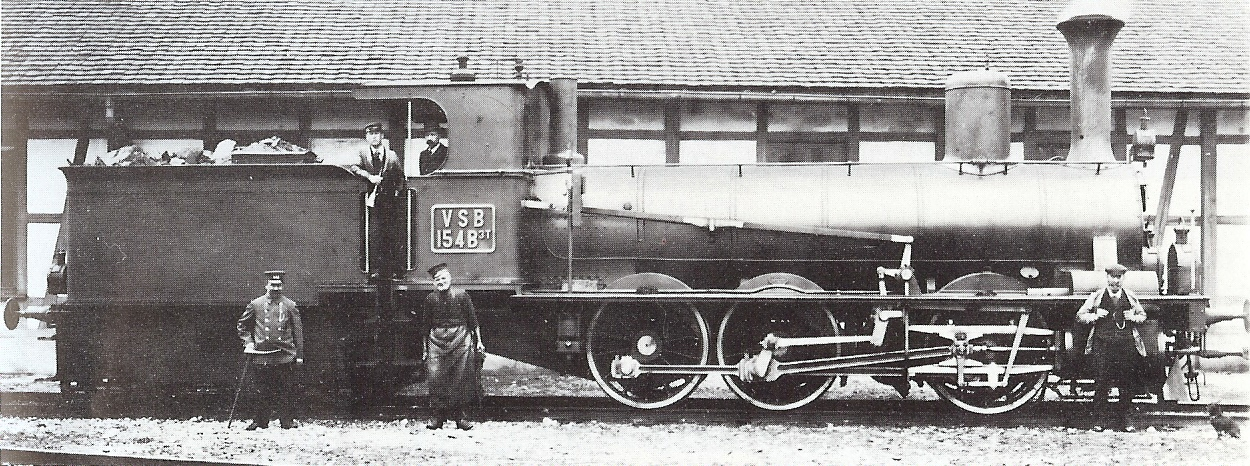
Locomotief 154 van de Vereinigte Schweizerbahnen

De Vereinigte Schweizerbahnen (VSB) was een Zwitserse spoorwegmaatschappij. Ze was de kleinste van de vijf hoofdbanen die in 1902 genationaliseerd en gefuseerd werden tot de Zwitserse federale spoorwegen.
De Vereinigte Schweizerbahnen zelf waren op 1 mei 1857 opgericht door de fusie van drie kleinere spoorwegmaatschappijen in financiële moeilijkheden:
- Sankt Gallisch-Appenzellischen Eisenbahn (SGAE)
- Schweizerische Südostbahn (SOB) (niet te verwarren met de huidige Schweizerische Südostbahn)
- Glatthalbahn (Gl-TB)

Tot het netwerk behoorden:
in eigendom
- de spoorlijn Rorschach - Winterthur (SGEA)
- de Lukmanierlijn (SOB)
- de spoorlijn Rorschach - Chur of Rheintallinie (in planning van SOB)
- de spoorlijn Ziegelbrücke - Chur (in planning van SOB)
- de spoorlijn Rapperswil - Ziegelbrücke (in planning van SOB)
- de spoorlijn Ziegelbrücke - Linthal (in planning van SOB)
- de spoorlijn Wallisellen - Rapperswil (Gl-TB)

in uitbating
- de spoorlijn Wil - Ebnat Kappel (Toggenburgerbahn (TB))
- de spoorlijn Winterthur - Rüti (Tösstalbahn (TTB) en Wald-Rüti-Bahn (WR))
- de spoorlijn Rapperswil - Pfäffikon (Zürichsee-Gotthardbahn (ZGB))

De Vereinigte Schweizerbahnen hadden een eigen spoornet met een lengte van 268,9 km en leverden diensten op een netwerk van 313,6 km.